# Liste des épisodes de The Americans
La liste des épisodes de The Americans, série télévisée américaine, est constituée de 75 épisodes de 42 minutes au 30 mai 2018, diffusés simultanément entre le 30 janvier 2013 et le 30 mai 2018 sur FX aux États-Unis et simultanément au Canada sur FX Canada.
Créée par Joe Weisberg, la série se concentre sur un couple d'officiers du KGB (le service de renseignement de l’Union soviétique), formé afin de vivre aux États-Unis comme des citoyens américains nés au Canada. La série débute au début du premier mandat de Ronald Reagan.

## Panorama des saisons
| Saison | Nombre d'épisodes | Diffusion originale sur FX | Diffusion originale sur FX | Diffusion originale sur FX |
| Saison | Nombre d'épisodes | Année                      | Début de saison            | Fin de saison              |
| ------ | ----------------- | -------------------------- | -------------------------- | -------------------------- |
| 1      | 13                | 2013                       | 30 janvier 2013            | 1er mai 2013               |
| 2      | 13                | 2014                       | 26 février 2014            | 21 mai 2014                |
| 3      | 13                | 2015                       | 28 janvier 2015            | 22 avril 2015              |
| 4      | 13                | 2016                       | 18 mars 2016               | 8 juin 2016                |
| 5      | 13                | 2017                       | 7 mars 2017                | 30 mai 2017                |
| 6      | 10                | 2018                       | 28 mars 2018               | 30 mai 2018                |

## Liste des épisodes

### Première saison (2013)
1. Le Projet (Pilot) (97 minutes avec publicités; 66 minutes sans publicité)
2. L'Horloge (The Clock) (46 minutes sans publicité)
3. L'Inconnue (Gregory)
4. Sous contrôle (In Control)
5. La Clé (COMINT)
6. Trahison (Trust Me)
7. Un devoir sacré (Duty and Honor)
8. L'Équilibre de la terreur (Mutually Assured Destruction)
9. La Planque (Safe House)
10. Les Disparus (Only You)
11. Guerre secrète (Covert War)
12. Le Serment (The Oath)
13. Le Colonel (The Colonel)

### Deuxième saison (2014)
Elle a été diffusée du 26 février au 21 mai 2014.
1. Camarades (Comrades)
2. Cardinal (Cardinal)
3. Le monde est petit (The Walk In)
4. Petite musique de nuit (A Little Night Music)
5. L'Échange (The Deal)
6. La Porte rouge (Behind the Red Door)
7. Arpanet (Arpanet)
8. Une belle caisse (New Car)
9. Opération «Martial Eagle» (Martial Eagle)
10. Yousaf (Yousaf)
11. Furtif (Stealth)
12. Opération Chronicle (Operation Chronicle)
13. Écho (Echo)

### Troisième saison (2015)
Elle a été diffusée entre le 28 janvier et le 22 avril 2015.
1. Développement personnel (EST Men)
2. Bagages (Baggage)
3. Surveillance rapprochée (Open House)
4. Dix grammes (Dimebag)
5. Le Tunnel du Salang (Salang Pass)
6. Renaissance (Born Again)
7. Walter Taffet (Walter Taffet)
8. Liquidation (Divestment)
9. Les Androïdes rêvent-ils de moutons électriques ? (Do Mail Robots Dream of Electric Sheep?)
10. Piquée au vif (Stingers)
11. Un jour dans la vie d'Anton Baklanov (One Day in the Life of Anton Baklanov)
12. Je suis Abassin Zadran (I Am Abassin Zadran)
13. 8 mars 1983 (March 8, 1983)

### Quatrième saison (2016)
Elle a été diffusée du 16 mars au 8 juin 2016.
1. Agent pathogène (Glanders)
2. Pasteur Tim (Pastor Tim)
3. EPCOT (Experimental Prototype City of Tomorrow)
4. Effets secondaires (Chloramphenicol)
5. Chez Clark (Clark's Place)
6. La Taupe (The Rat)
7. Agents de voyage (Travel Agents)
8. La Disparition de la Statue de la Liberté (The Magic of David Copperfield V: The Statue of Liberty Disappears)
9. Le Jour d'après (The Day After)
10. Munchkins (Munchkins)
11. Sept à table (Dinner for Seven)
12. Un restaurant à Franconia (A Roy Rogers in Franconia)
13. Persona Non Grata (Persona Non Grata)

### Cinquième saison (2017)
Elle a été diffusée du 7 mars au 30 mai 2017.
1. L'Ondulation ambre de blés (Amber Waves)
2. Nuisibles (Pests)
3. Les Moucherons (The Midges)
4. Qu'est-ce qu'il y a avec le Kansas ? (What's the Matter with Kansas?)
5. Lotus 1-2-3 (Lotus 1-2-3)
6. Hybride (Crossbreed)
7. Le Comité des droits de l'homme (The Committee on Human Rights)
8. Immersion (Immersion)
9. Pancake révolution (IHOP)
10. Chambre noire (Darkroom)
11. Dyatkovo (Dyatkovo)
12. Le Conseil œcuménique des églises (The World Council of Churches)
13. Division soviétique (The Soviet Division)

### Sixième saison (2018)
Cette dernière saison de dix épisodes a été diffusée du 28 mars au 30 mai 2018.
1. Main morte (Dead Hand)
2. Tchaikovsky (Tchaikovsky)
3. Planification des transports urbains (Urban Transport Planning)
4. Monsieur et madame Teacup (Mr. and Mrs. Teacup)
5. La grande guerre patriotique (The Great Patriotic War)
6. Du rififi chez les hommes (Rififi)
7. Harvest (Harvest)
8. Le Sommet (The Summit)
9. Jennings, Elizabeth (Jennings, Elizabeth)
10. Point de départ (START)